# Molophilus (Molophilus) squamosus
Molophilus (Molophilus) squamosus is een tweevleugelige uit de familie steltmuggen (Limoniidae). De soort komt voor in het Nearctisch gebied.